# Combronde
Combronde je francouzská obec v departementu Puy-de-Dôme v regionu Auvergne. V roce 2009 zde žilo 2 002 obyvatel. Je centrem kantonu Combronde.